# Anxietate
Anxietatea este o reacția somatică a corpului la gândul sau frica privind o amenințare viitoare. Aceasta este o reacție de apărare a organismului prin intermediul reacției de luptă sau fugă declanșată de sistemul nervos autonom sau vegetativ și mai exact de diviziunea sistemului nervos autonom numită sistem nervos simpatic. Sistemul nervos simpatic scoate organismul din starea sa de homeostază și îl pregătește pentru înfruntarea pericolului, declanșând o varietate de simptome: palpitații cardiace, salivare excesivă, transpirație, reacția galvanică a pielii, tulburări digestive etc. De asemenea, poate implica și o varietate de stări emoționale precum ipohondria, teama, nervozitatea și agitația. Anxietatea poate duce ulterior la o tulburare numită tulburare de panică paroxistică ce este caracterizată prin atacuri de panică frecvente și persistente. Totodată, tulburarea de panică poate duce la apariția simptomelor somatoforme care explică de ce persoanele cu anxietate resimt frecvent sau constant diferite simptome dureroase în corp, precum tulburări digestive, migrene, amețeli etc. care nu au o cauză organică. Este vorba de emoții subiective neplăcute de spaimă față de evenimente anticipate, precum simțământul morții iminente. Anxietatea nu este același lucru cu frica, care este un răspuns la o amenințare reală sau percepută, întrucât anxietatea implică așteptarea unei amenințări viitoare. Anxietatea este un simțământ de neliniște și îngrijorare, care este de obicei generalizată ca o suprareacție la o situație care văzută doar în mod subiectiv ca amenințătoare.  Este adesea acompaniată de tensiune musculară, agitație, oboseală și probleme de concentrare. Dacă anxietatea este experimentată în mod regulat, individul ar putea suferi de o tulburare de anxietate.
Oamenii care se confruntă cu anxietatea pot evita situațiile care le-au provocat anxietate în trecut.
Anxietatea poate fi fie o „stare” pe termen scurt sau o „însușire” pe termen lung. În timp ce anxietatea ca însușire constă în a te îngrijora în legătură cu evenimentele viitoare, tulburările de anxietate sunt un grup de tulburări mintale care se caracterizează prin simțăminte de anxietate și frică. Tulburările de anxietate sunt parțial de ordin genetic, studiile făcute pe gemeni sugerând că există 30-40% influență genetică asupra indivizilor când e vorba de anxietate. Factorii de mediu sunt de asemenea importanți. Studiile făcute pe gemeni arată că mediul în care trăiește individul are o influență mare asupra anxietății, în timp ce influențele împărtășite de mediu (medii care îi afectează pe gemeni în același fel) operează în timpul copilăriei, dar scad pe parcursul adolescenței. ‘Medii’ specifice studiate care sunt asociate cu anxietatea sunt abuzul asupra copilului, o istorie familială de tulburări mintale și sărăcia. Anxietatea este de asemenea asociată cu utilizarea de droguri, inclusiv alcool, cofeină și benzodiazepine (care sunt adesea prescrise pentru tratarea anxietății).
Există diferite tipuri de anxietate. Anxietatea existențială poate avea loc când o persoană se confruntă cu angoasă, o criză existențială sau simțăminte nihiliste. Oamenii se pot confrunta de asemenea cu anxietate matematică, anxietate somatică, anxietate de performanță. Anxietatea socială și anxietatea legată de străini este cauzată atunci când oamenii sunt anxioși când sunt printre străini sau alți oameni în general.

Tulburările de anxietate au loc adesea alături de alte tulburări de sănătate mintală, precum tulburarea depresivă majoră, tulburarea bipolară, tulburările de alimentație sau anumite tulburări de personalitate. De asemenea, adesea au loc adesea alături de trăsături de personalitate precum nevroza. Aceste co-manifestări observate sunt cauzate în parte de influențe genetice și de mediu împărtășite între aceste trăsături și anxietate.
Hormonii stresului emiși într-o stare anxioasă au un impact asupra funcției intestinelor și pot manifesta simptome fizice care pot contribui la sau exacerba IBS. Anxietatea este adesea experimentată de cei care au tulburare obsesiv-compulsivă și este o prezență acută în tulburarea de panică.
Prima etapă în managementul unei persoane cu simptome anxioase implică evaluarea unei potențiale prezențe a unei cauze medicale care stă la bază, a cărei recunoaștere este esențială pentru a decide tratamentul corect. Simptomele de anxietate pot masca o boală organică sau se manifestă în asociere sau ca rezultat a unei tulburări medicale. 

## Anxietate vs. frică

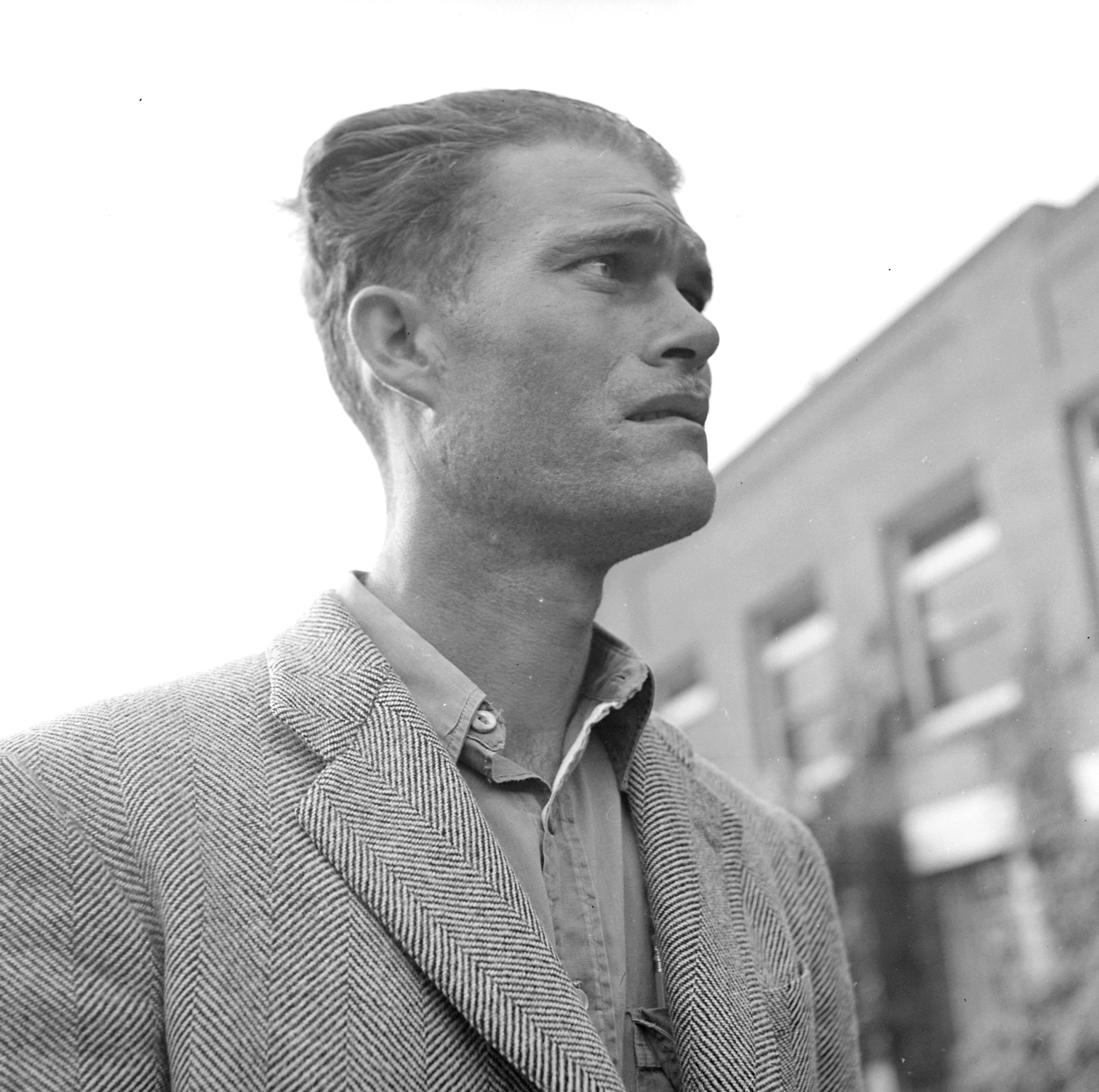
Aplicant la un loc de muncă cu expresie facilă îngrijorată

Anxietatea se deosebește de frică, care este un răspuns cognitiv și emoțional adecvat la o amenințare percepută. Anxietatea are legătură cu comportamente specifice precum reacții de luptă sau fugă, comportamente defensive sau încercări de a scăpa. Se întâmplă în situații doar percepute ca incontrolabile sau inevitabile, dar în realitate nu sunt așa. David Barlow definește anxietatea ca „o stare de dispoziție orientată spre viitor în care cineva nu este gata sau pregătit să încerce să se facă față evenimentelor negative pe cale să se întâmple,” și că este o distincție între pericolele viitoare și prezente care separă anxietatea de frică. Altă descriere a anxietății constă în agonie, groază, teroare sau neliniște. În psihologia pozitivă, anxietatea este descrisă ca starea mintală care rezultă în urma unei provocări dificile pentru care subiectul are insuficiente abilități de a face față.
Frica și anxietatea pot fi diferențiate în patru sfere: (1) durata experienței emoționale, (2) concentrarea temporală, (3) specificitatea amenințării și (4) direcția motivată. Frica are o perioadă scurtă, este concentrată pe prezent, pusă în mișcare în legătură cu o amenințare specifică și facilitează scăparea de amenințare; anxietatea, pe de altă parte, durează mult, este concentrată pe viitor, e în mare concentrată pe o amenințare vagă și duce la o precauție excesivă când este vorba de abordarea unei amenințări potențiale și se interferează cu capacitatea constructivă de a face față situației.
Joseph E. LeDoux și Lisa Feldman Barrett au încercat amândoi să separe răspunsurile automate la amenințări de activitatea cognitivă asociată suplimentară în cadrul anxietății.

## Simptome
Anxietatea poate fi experimentată cu simptome zilnice lungi, care durează mult, care reduc calitatea vieții, fapt cunoscut ca anxietate cronică (sau generalizată) sau poate fi experimentată prin izbucniri scurte cu atacuri de panică stresante și sporadice, cunoscute ca anxietate acută. Simptomele de anxietate se pot întinde ca număr, intensitate și frecvență, în funcție de persoană. În timp ce aproape toți au experimentat anxietatea la un anumit punct al vieții, cei mai mulți nu dezvoltă probleme pe termen lung cu anxietatea. 
Anxietatea poate cauza simptome psihologice și psihiatrice.
Anxietatea poate induce mai multe suferințe psihologice (de exemplu, depresia) sau tulburări mentale și poate duce la automutilare sau sinucidere.
Efectele comportamentale ale anxietății pot consta în evitarea situațiilor care au provocat anxietate sau senzații negative în trecut. Alte efecte pot consta în schimbări în obiceiurile de somn, schimbări de conduită, sporirea sau diminuarea consumul de alimente și creșterea tensiunii motorii (de exemplu, a bate din picioare).
Printre efectele emoționale ale anxietății pot fi „senzații de neliniște sau spaimă, probleme de concentrare, a se simți încordat sau nervos, anticiparea răului, iritabilitate, agitație, a urmări (sau aștepta) semnele (sau întâmplările) de pericol și a se simți de parcă mintea a devenit goală” precum și „coșmaruri/vise urâte, obsesii cu privire senzații, déjà vu, senzația că ești prins în mintea ta și simțământul că totul este înfricoșător.”
Efectele cognitive ale anxietății pot consta în gânduri despre pericole presupuse, precum frica de moarte. „Te poți... teme că durerile din piept sunt un atac de cord mortal sau că durerile acute și bruște din cap sunt urmare a unei tumori sau a unui anevrism. Simți o frică intensă când te gândești la moarte sau poți să te gândești la asta mai des decât e normal și nu poți să-ți scoți asta din minte.”
Printre simptomele psihologice ale anxietății pot fi:
- Neurologice, precum cefaleea, paresteziile, amețeala sau presincopa.
- Digestive, precum durerea abdominală, greața, diareea, indigestia, gura uscată sau bolusul.
- Respiratorii, precum dispneea.
- Cardiace, precum palpitații, tahicardia sau durerea toracică.
- Musculare, precum oboseala, tremurul sau tetania.
- Cutanate, precum  transpirația sau mâncărimea.
- Uro-genitale, precum polachiuria, perseverența urinară, dispareunia sau impotența.

## Tipuri

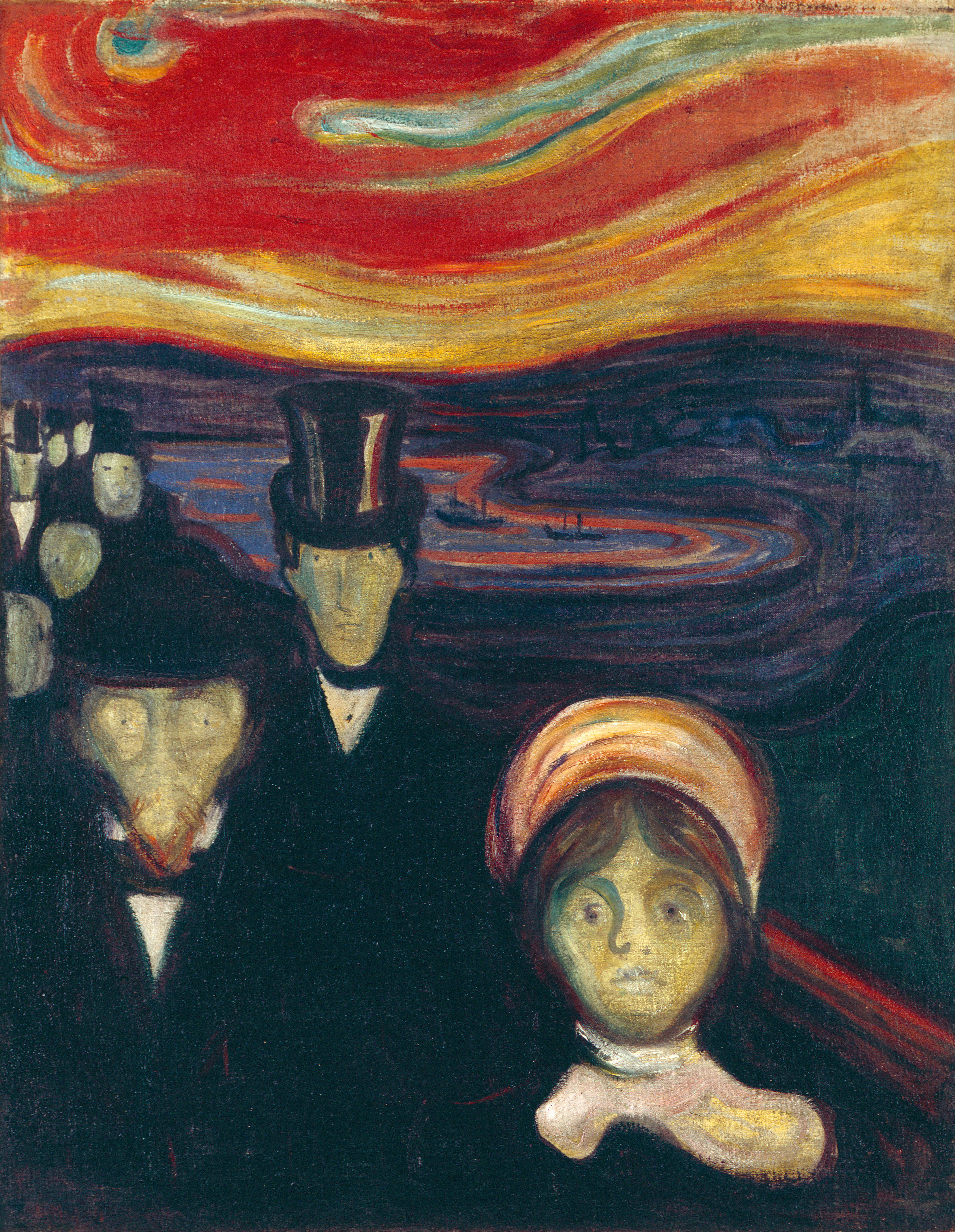
Pictură intitulată Anxietate, 1894, de Edvard Munch

### Existențială
Filosoful Søren Kierkegaard, în Conceptul de anxietate (1844), a descris anxietatea sau spaima asociată prin „amețeala libertății” și a sugerat posibilitatea soluționării pozitive a anxietății prin exercitarea auto-conștientă a responsabilității și alegerii. În Arta și artistul (1932), psihologul Otto Rank scrie că trauma psihică a nașterii este un simbol proeminent al anxietății existențiale și conține frica simultană a persoanei creative de – și dorința de – separare, individuație și diferențiere.
Teologul Paul Tillich a descris anxietatea existențială ca „stare în care ființa este conștientă de posibila ei non-ființă” și a făcut o listă cu trei categorii pentru acest fel de anxietate: ontică (destin și moarte), morală (vinovăție) și spirituală (goliciune și lipsă de sens). Potrivit lui Tillich, ultima din aceste trei tipuri de anxietate existențială, adică anxietatea spirituală, este predominantă în timpurile moderne în timp ce celelalte erau predominante în perioadele precedente. Tillich susține că această anxietate poate fi acceptată ca parte a condiției umane sau că i se poate opune rezistență, dar consecințele vor fi negative. În forma sa patologică, anxietatea spirituală poate tinde să „conducă persoana înspre creația certitudinii în sisteme de semnificație care sunt susținute de tradiție și autoritate” deși o asemenea „certitudine neîndoielnică nu este construită pe piatra realității”.
Potrivit lui Viktor Frankl, autor al Omul în căutarea sensului vieții, când o persoana are de a face cu pericole mortale extreme, cea mai de bază dintre toate dorințele umane este de a găsi un sens al vieții pentru a combate „trauma nonexistenței”, întrucât moartea este aproape. 
În funcție de sursa amenințării, teoria psihanalitică distinge următoarele tipuri de anxietăți: 
- realistă
- epuizarea creditelor VL & SL
- nevrotică
- morală [34]

### Test și performanță
Potrivit legii Yerkes-Dodson, un nivel optim de excitare este necesar pentru a îndeplini foarte bine o sarcină precum un examen, o performanță sau un eveniment competitiv. În orice caz, când anxietatea sau nivelul de excitare trece de limita optimă, rezultatul este declinul în performanță.
Anxietatea față de teste este neliniștea, teama și nervozitatea simțită de studenții care au o frică de a eșua la un examen. Studenții care au anxietate față de teste pot experimenta oricare din următoarele: asocierea notelor cu valoarea personală, frica de a fi rușinat în fața profesorului, frica de alienare socială din partea părinților sau prietenilor, presiunea timpului sau senzația de pierdere a controlului. Transpirația, amețeala, durerile de cap, accelerarea bătăilor inimii, foiala, plânsul sau râsul necontrolat sunt obișnuite. Întrucât anxietatea față de teste are legătură cu frica de apreciere negativă, există o dezbatere cu privire la dacă anxietatea față de teste este ea însăși o formă unică de tulburare anxioasă sau dacă este un tip specific de fobie socială. DSM-IV clasifică anxietatea față de teste ca tip de fobie socială.
Pe când termenul „anxietate față de teste” se referă în special la elevi și studenți, mulți oameni care au serviciu împărtășesc aceeași experiență în legătură cu cariera sau profesia lor. Frica de a eșua în a îndeplini o sarcină și a fi apreciat negativ pentru eșec poate avea un efect negativ similar asupra unui adult. Managementul anxietății față de teste se concentrează pe obținerea relaxării și dezvoltarea mecanismelor de a stăpâni anxietatea. 

### Anxietatea față de străini, socială și față de intergrup
În general, oamenii cer acceptare socială și prin urmare uneori le este frică de dezaprobarea celorlalți. Teama de a fi judecat de alții poate cauza anxietate în mediile sociale.
Anxietatea în timpul interacțiunilor sociale, mai ales între străini, este obișnuită „printre tineri. Ea poate persista la maturitate și deveni anxietate socială sau fobie socială. „Anxietatea față de străini” la copiii mici nu poate fi considerate fobie. La adulți, o frică excesivă de alți oameni nu este un stadiu obișnuit de dezvoltare; este numită anxietate socială. Potrivit lui Cutting, sociofobii nu se tem de mulțime, ci de faptul că ar putea fi judecați negativ. 
Anxietatea socială variază în funcție de grad și severitate. Pentru unii oamenii, se caracterizează prin experimentarea disconfortului sau jenei în timpul contactului social sau fizic (e.g. îmbrățișări, strângerea mâinilor, etc.), iar în alte cazuri poate duce la frica de a interacționa cu mai mulți oameni nefamiliari împreună. Cei care suferă de această condiție își pot restricționa modurile de viață pentru a-și liniști anxietatea, minimalizând interacțiunea socială în măsura în care este posibil. De asemenea, anxietatea socială constituie un aspect important al anumitor tulburări de personalitate, inclusiv tulburarea de personalitate evitantă.
În măsura în care unei persoane îi este frică de interacțiuni sociale cu oameni nefamiliari, unii oameni pot experimenta anxietatea mai ales în timpul interacțiunii cu membri din afara grupului sau cu oameni care sunt membri ai unor categorii sociale diferite (adică rasă, etnie, clasă, sex, etc.). În funcție de natura factorilor situaționali, percepției și relațiilor trecute, contactul dintre grupuri poate fi stresant și poate conduce la senzații de anxietate. Neliniștea sau frica de contactul cu membrii din afara grupului este adesea numită anxietate interrasială sau de intergrup.
La fel ca în cazul formelor mai generale de anxietate social, anxietatea de intergrup are efecte comportamentale, cognitive și afective. De exemplu, sporiri în prelucrarea schematică și prelucrarea informației simplificate poate avea loc când anxietatea este mare. Într-adevăr, așa ceva este potrivit cu Indeed, un lucru consecvent cu părtinirea atențională în memoria implicită. Cercetările recente au descoperit că implicit evaluările rasiale (provenite din prejudecăți) pot fi amplificate în timpul interacțiunii de intergrup. Experiențele negative pot produce nu doar așteptări negative, dar și comportamente evitante sau dușmănoase, precum ostilitatea. În plus, când se compară nivelurile de anxietate și efortul cognitiv (e.g., capacitatea de a crea o impresie și auto-prezentarea) în contexte de intragroup, nivelurile și epuizarea resurselor pot fi exacerbate în situația intergrup.

### Trăsătură
Anxietatea poate fi fie o 'stare' de scurtă durată sau o „trăsătură” de personalitate lungă durată. Anxietatea ca trăsătură de caracter oglindește o tendință fermă de-a lungul duratei de viață de a răspunde cu o acută stare de anxietate ca anticipare a unor situații amenințătoare (fie că sunt amenințătoare sau nu). O meta-analiză a arătat că un nivel înalt de nevroză este un factor de risc pentru dezvoltarea de simptome și tulburări anxioase. O atare anxietate poate fi conștientă sau inconștientă.
Personalitatea poate de asemenea fi o trăsătură care duce spre anxietate și depresie. Prin experiență mulți pot găsi dificil să se adune din cauza naturii lor personale.

### Alegere sau decizie
Anxietatea indusă de nevoia de a alege între opțiuni asemănătoare este din ce în ce mai recunoscută ca o problemă pentru indivizi și organizații. În 2004, Capgemini a scris: „Astăzi, toți ne confruntăm cu mai multă alegere, mai multă competiție și mai puțin timp pentru a lua în considerare propriile opțiuni sau a căuta îndrumarea corectă.”
Într-un context de luare a deciziilor, imprevizibilitatea și lipsa certitudinii pot cauza răspunsuri emoționale la indivizii anxioși care în mod sistematic își schimbă deciziile. Există în primul rând două forme ale acestui tip de anxietate. În privința primei forme, este vorba de o alegere care are multiple consecințe potențiale cu probabilități cunoscute sau calculabile. Prin a doua formă se înțelege lipsa certitudinii și ambiguitatea în legătură cu contextul luării de decizii unde sunt multe rezultate posibile cu grade de probabilitate necunoscute.

### Tulburări de anxietate
Tulburările de anxietate sunt un grup de tulburări mintale caracterizate prin senzații exagerate de anxietate și reacții manifestate prin frică. Anxietatea este o frică cu privire la evenimentele viitoare și o reacție la evenimentele curente. Aceste senzații pot cauza simptome fizice, precum accelerarea bătăilor inimii și tremuratul. Există un număr de tulburări anxioase: printre ele se pot numi tulburarea de anxietate generalizată, fobie specifică, tulburarea de anxietate socială, tulburarea de anxietate de separare, agorafobia, tulburarea de panică și muțenia selectivă. Tulburarea diferă în funcție de ce rezultă ca simptome. Adesea, oamenii au mai mult decât o tulburare de anxietate.

Tulburările de anxietate sunt cauzate de un complex de combinații între factori genetici și ereditari.[47]  Pentru a fi diagnosticate, simptomele trebuie să fie prezente cele puțin șase luni, să fie mai mult decât s-ar aștepta de la situație și să diminueze abilitatea persoanei de a activa normal în viața de zi cu zi.[10][49] Alte probleme care pot avea ca rezultat simptome similare sunt, printre altele, hipertiroidismul, boala de inimă, cofeina, utilizarea de alcool și marijuana și lăsarea anumitor droguri, printre altele.[49][7]
Fără tratament, tulburările de anxietate au tendința de a rămâne. Tratamentul poate include schimbări în stilul de viață, consiliere și medicație. Consilierea are loc prin terapia cognitive comportamentală. Medicația, precum antidepresivele sau beta-blocantele pot ameliora simptomele.
În jur 12% din oameni sunt afectați de o tulburare de anxietate într-un an dat și între 5–30% sunt afectați într-un anumit punct al vieții lor. Ele au loc de două ori mai des la femei decât la bărbați și în general încep înainte de vârsta de 25 de ani. Cele mai obișnuite tipuri sunt fobia specifică ce afectează aproape 12% din populație și tulburarea de anxietate socială, care afectează 10% la un anumit punct al vieții. Acestea îi afectează cel mai mult pe cei cu vârsta de la 15 la 35 de ani și devin mai puțin obișnuite după vârsta de 55 de ani. Ratele par a fi mai înainte în Statele Unite și Europa.

## Factori de risc

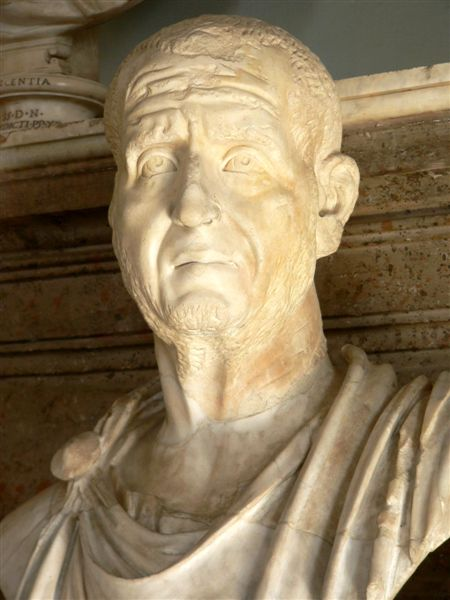
Bust de marmură al împăratului roman Decius din Muzeul Capitolin. Această imagine „exprimă o impresie de anxietate și oboseală a unui om care își asumă responsabilități mari [de stat]”.

### Neuroanatomia
Circuitul neural ce implică amigdala (care reglează emoții precum anxietatea și frica, stimulează axa HPA și sistemul nervos simpatic) și hipocampul (care este implicat în memoria emoțională alături de amigdală) se crede că stă la baza anxietății. Oamenii care au anxietate tind să prezinte activitate intense ca reacție la stimuli emoționali din migdală. Unii autori cred că anxietatea excesivă poate duce la o suprapotențare a sistemului limbic (care include migdala și nucleus accumbens), dând anxietate crescută cu privire la viitor, dar această idee nu pare să fie dovedită.
Cercetările făcute pe adolescenții care în primii ani de viață erau foarte plini de presimțiri rele, vigilenți și speriați au găsit că la ei nucleus accumbens este mai sensibil decât la alți oameni când decid să facă o acțiune care determină dacă vor fi sau nu recompensați. Aceasta sugerează o legătură între circuitele responsabile pentru frică și de asemenea recompense la oamenii anxioși. După cum notează cercetătorii, „un simț al responsabilității” sau auto-agentură, într-un context de incertitudine (rezultate probabiliste) conduce sistemul neural bazat pe motivație apetitivă (i.e., nucleus accumbens) mai puternic la adolescenți inhibați temperamental decât la cei neinhibați.”

#### Axa pântece-creier
Microbii pântecelui se pot conecta cu creierul pentru a afecta anxietatea. Există variate căi de-a lungul cărora aceasta comunicare poate avea loc. Una este prin neurotransmițători majori. Microbi ai pântecelui precum Bifidobacterium și Bacillus produc neurotransmițători GABA și respectiv, dopamină. Neurotransmițătorii dau semnale sistemului nervos prin sistemul gastrointestinal și aceste semnale vor fi transportate la creier prin nervul vag sau nervul spinal. Acest fapt e demonstrat de faptul că modificarea microbiomului a avut ca rezultat reducerea efectelor anxietății – și a depresiei – la șoareci, dar nu și la subiecții fără nervi vagi.
O altă cale cheie este axa HPA, după cum este menționată mai sus. Microbii pot controla nivelurile de citokine din corp, iar alterarea nivelurilor de citokină creează efecte directe asupra suprafețelor creierului precum hipotalamusul, suprafața care cauzează activitatea axei HPA. Axa HPA regulează producția de cortizol, hormon care participă la reacția corpului la stres. Când activitatea HPA se manifestă, nivelurile de cortizol cresc, prelucrând și reducând anxietatea în situații stresante. Aceste căi, precum și efectele specifice a taxonilor individuali de microbi nu sunt încă suficient de bine înțelese, dar comunicarea dintre microbiomurile pântecelui și creier este incontestabilă, ca și abilitatea acestor căi de a altera nivelele de anxietate. 
Cu aceasta comunicare vine potențialul de a trata anxietatea. S-a arătat că prebioticele și probioticele reduc anxietatea.  De exemplu, experimentele în care șoarecilor li s-au dat prebiotice fructo- și galacto-oligozaharide și probioticele lactobacillus au demonstrat o capacitate de a reduce anxietatea. La oameni, rezultatele nu sunt la fel de concrete, dar sunt promițătoare.

### Genetică
Genetica și istoria familială (e.g. anxietatea parentală) pot pune individual la un risc crescut de tulburare de anxietate, dar în general stimuli externi îi vor cauza începutul sau exacerbarea.[57] Estimările influenței genetice asupra anxietății, bazate pe studiile pe gemeni, se întind de la 25% la 40% în funcție de tipul specific și de grupa de vârstă studiată. De exemplu, diferențele genetice constituie un dezacord de 43% la tulburarea de panică și 28% la tulburarea de anxietate generalizată.[58] Studiile longitudinale ale gemenilor au arătat că stabilitatea moderată a anxietății din copilărie până la maturitate este în principal influențată de influența genetică. Când se investighează cum anxietatea se transmite de la părinți la copii, este important de luat în considerare rolul genelor precum și al mediilor, de exemplu utilizând designul intergenerațional copii-de-gemeni.
Multe studii din trecut au utilizat o abordare a unei gene candidat pentru a testa dacă genele individuale sunt asociate cu anxietatea. Aceste investigații s-au bazat pe ipoteze despre cum anumite gene influențează neurotransmițătorii (precum serotonina și noradrenalina) și hormonii (precum cortizolul), care sunt implicați în anxietate. Nici una dintre aceste descoperiri n-a putut fi reprodusă bine.[59][60][61], cu posibila excepție a TMEM132D, COMT și MAO-A. Semnătura epigenetică a BDNF, genă care codifică numele unei proteine numită „factor neurotrofic derivate din creier” care se află în creier, a fost de asemenea asociată cu anxietatea și modele specifice de activitate neurală.[62] iar o genă receptor pentru BDNF numită NTRK2 a fost asociată cu anxietatea într-o investigație largă a genomului. Motivul pentru care cele mai multe descoperiri de gene candidat este că anxietatea este o trăsătură complex care este influențată de multe variante genomice, fiecare din ele având un mic efect de sine stătător. Tot mai mult, studiile cu privire la anxietate utilizează o abordare ipoteze-libere pentru a cerceta genomurile care sunt implicate în anxietate utilizând probe pentru a găsi asocieri cu variante care au efecte mici. Cele mai largi cercetări ale arhitecturii genetice comune a anxietății au fost facilitate de UK Biobank, consorțiul ANGST și CRC Fear, Anxiety and Anxiety Disorders Arhivat în 29 aprilie 2019, la Wayback Machine..

### Condiții medicale
Multe condiții medicale pot cauza anxietate. E vorba de condiții care afectează abilitatea de a respira, precum BPOC și astmul și dificultatea de a respira care adesea are loc în preajma morții. Condițiile care cauzează dureri abdominale sau dureri de piept pot cauza anxietate și se poate în anumite cazuri să fie vorba de o somatizare a anxietății; același lucru este adevărat pentru anumite disfuncții sexuale. Condițiile care afectează fața sau pielea pot cauza anxietate socială mai ales printre adolescenți, iar dizabilitățile de dezvoltare adesea duc la anxietate socială la copii de asemenea. Condițiile care amenință viața precum cancerul cauzează de asemenea anxietate.
În plus, anumite boli organice pot fi prezente alături de anxietate sau simptome care imită anxietatea. Printre tulburări se numără anumite boli endocrine (hipo- și hipertiroidism, hiperprolactinemia), tulburări metabolice (diabeturi), stări de deficiențe (niveluri scăzute de vitamina D, B2, B12, acid folic), boli gastrointestinale (celiachie, sensibilitate non-celiacă la gluten, boala de inflamare a intestinului), boli de inimă, boli ale sângelui (anemie), accidente vasculare cerebrale (accident ischemic tranzitoriu, accident vascular cerebral), și boli de degenerare a creierului (boala Parkinson, demență, scleroză multiplă, boala Huntington), printre altele.

### Efectul substanțelor
Anumite droguri pot cauza sau înrăutăți anxietatea, fie de pe urma intoxicării, a lăsării sau a uzului cronic. Aici sunt incluse alcoolul, tutunul, marijuana, sedativele (inclusive prescripția de benzodiazepine), opioide (inclusive prescripția de ucigași ai suferinței și droguri ilicite ca heroina), stimulanți (precum cofeina, cocaina și amfetaminele), halucinogeni și inhalanți. Deși mulți afirmă că își tratează anxietatea cu aceste substanțe, ameliorarea anxietății de pe urma drogurilor are efecte de obicei pe termen scurt (anxietatea înrăutățindu-se pe termen lung, uneori devenind acută după ce efectele drogurilor dispar) și se tinde să fie exagerate. Expunerea acută la nivele toxice de benzen pot cauza euforie, anxietate și iritabilitate care durează două săptămâni după expunere.

### Psihologic
Abilitățile slabe de a face față situației (e.g., rigiditatea/inflexibilitatea în rezolvarea unei probleme, negarea, evitarea, impulsivitatea, așteptări extreme de la sine, gânduri negative, instabilitate afectivă și incapacitatea de a se concentra pe probleme) sunt asociate cu anxietatea. Anxietatea este de asemenea legată și perpetuată de așteptările pesimiste ale persoanei cu privire la rezultate și de cum face cineva față părerilor negative. Temperamentul (ex. nevroza) și atitudinile (e.g. pesimism) sunt de asemenea factori de risc pentru anxietate.
Distorsiuni cognitive precum suprageneralizarea, dramatizarea exagerată, citirea minții, raționarea emoțională, trucul binocular și filtrul mintal pot duce la anxietate. De exemplu, o credință suprageneralizată că ceva rău se întâmplă „mereu” îl poate conduce pe cineva la frici excesive de situații cu risc minim și la a evita situații sociale benigne din cauza anxietății legate de jenă. În plus, cei care au anxietate înaltă pot de asemenea crea evenimente de viață viitoare stresante.  Luate împreună, aceste descoperiri sugerează că gândurile anxioase pot duce la anxietate care anticipează legată de evenimente stresante, care pot produce mai multă anxietate. Anumite gânduri nesănătoase pot fi ținte pentru tratamentul de succes cu terapie cognitivă.
Teoria psihodinamică susține că anxietatea este adesea rezultatul unor dorințe sau frici inconștiente care se manifestă prin mecanisme de apărare maladaptive (precum desființarea, reprimarea, anticiparea, regresiunea, somatizarea, pasiv-agresivitatea, disocierea) care se dezvoltă pentru a se adapta la probleme cu obiecte timpurii (e.g., cei care te îngrijesc) și eșecuri empatice din copilărie. De exemplu, descurajarea părintească constantă prin furie poate avea ca rezultarea reprimarea senzațiilor de furie care se manifestă ca suferință gastrointestinală (somatizare) când este provocată de altcineva în timp ce furia rămâne inconștientă și în afara conștientizării individuale. Asemenea conflicte pot fi ținte ale unui tratament de succes cu terapia psihodinamică. În timp ce terapia psihodinamică tinde să exploreze originile de bază ale anxietății, terapia cognitiv comportamentală s-a dovedit a fi un tratament de succes pentru anxietate prin schimbarea gândurilor iraționale și a comportamentelor nedorite.

#### Psihologia evolutivă
O explicație a psihologiei evolutive este că anxietatea crescută servește ca scop al vigilenței crescute în raport cu amenințări potențiale din mediu precum tendința crescută de a acționa proactiv în legătură cu asemenea amenințări posibile. Aceasta poate cauza reacții fals pozitive, dar un individ care suferă de anxietate poate de asemenea să evite amenințări reale. Prin aceasta se explică de ce oamenii anxioși sunt mai puțin înclinați să moară în accidente.
Când oamenii se confruntă cu stimulanți neplăcuți și potențial nocivi precum gusturi sau mirosuri urâte, scanările arată o circulație sanguine crescută în migdală. În aceste studii, participanții de asemenea au raportat că au anxietate moderată. Aceasta ar putea indica că anxietatea este un mecanism de protecție ce a fost proiectat să prevină organismul de la a se angaja în comportamente potențial nocive.

### Social
Factorii de risc sociali pentru anxietate pot fi o istorie traumatică (e.g., atacul sau abuzul fizic, sexual sau emoțional), experiențe de viață timpurii și factori parentali (e.g., respingerea, lipsa căldurii, multă ostilitate, disciplina aspră, afecte negative părintești mari, creșterea anxioasă a copilului, modelarea de comportament disfuncțional și cu abuz de droguri, descurajarea emoțiilor, socializare slabă, atașament slab și abuzul și neglijarea copilului), factori culturali (e.g., familii/culturi stoice, minorități persecutate inclusiv cei cu dizabilități) și socioeconomici (e.g., lipsa educației, neangajarea, sărăcia – deși țările dezvoltate au rate mai mari de tulburări de anxietate decât țările în curs de dezvoltare).

#### Socializarea genurilor
Printre factorii contextuali despre care se crede că contribuie la anxietate sunt socializarea genurilor și experiențele de învățare. În special, mijloacele și măiestria învățării (până în punctul care oamenii își percep viețile ca fiind sub controlul lor propriu), care include trăsături precum încrederea în sine, independența și competitivitatea mijlocesc complet relația dintre gen și anxietate. Însă, în privința anxietății, diferențele de gen există, femeile având niveluri mai mari de anxietate în comparație cu bărbații, iar socializarea genurilor și măiestria învățării explică aceste diferențe de gen.[necesită citare medicală] Cercetările au demonstrate modurile în care proeminența facial din imaginile fotografice diferă de la bărbați la femei. De exemplu, în fotografiile oficiale online ale politicienilor din toată lumea, fețele femeilor sunt mai puțin proeminente decât ale bărbaților. Diferența din aceste imagini tinde în prezent să fie mai mare în culturile cu mai mare egalitate instituțională de gen.